# Luis Quinteiro Fiuza
Luis Quinteiro Fiuza (ur. 26 czerwca 1947 w Vila de Cruces) – hiszpański duchowny katolicki, biskup Tui-Vigo w latach 2010–2024.

## Życiorys
Święcenia kapłańskie otrzymał 27 czerwca 1971. Inkardynowany do archidiecezji Santiago de Compostela, był m.in. dyrektorem miejscowego instytutu teologicznego, a także rektorem diecezjalnego seminarium.

### Episkopat
23 kwietnia 1999 papież Jan Paweł II mianował go biskupem pomocniczym archidiecezji Santiago de Compostela, ze stolicą tytularną Fuerteventura. Sakry biskupiej udzielił mu 19 czerwca 1999 arcybiskup Santiago – Julián Barrio Barrio.
3 sierpnia 2002 został mianowany biskupem ordynariuszem diecezji Ourense. Prekonizowany 28 stycznia 2010 biskupem Tui-Vigo, objął urząd 24 kwietnia 2010.
25 maja 2024 papież Franciszek przyjął jego rezygnację z pełnionego urzędu, złożoną ze względu na wiek.